# 多爾根湖 (梅爾基舍赫黑)
52°36′24″N 14°10′24″E / 52.60667°N 14.17333°E

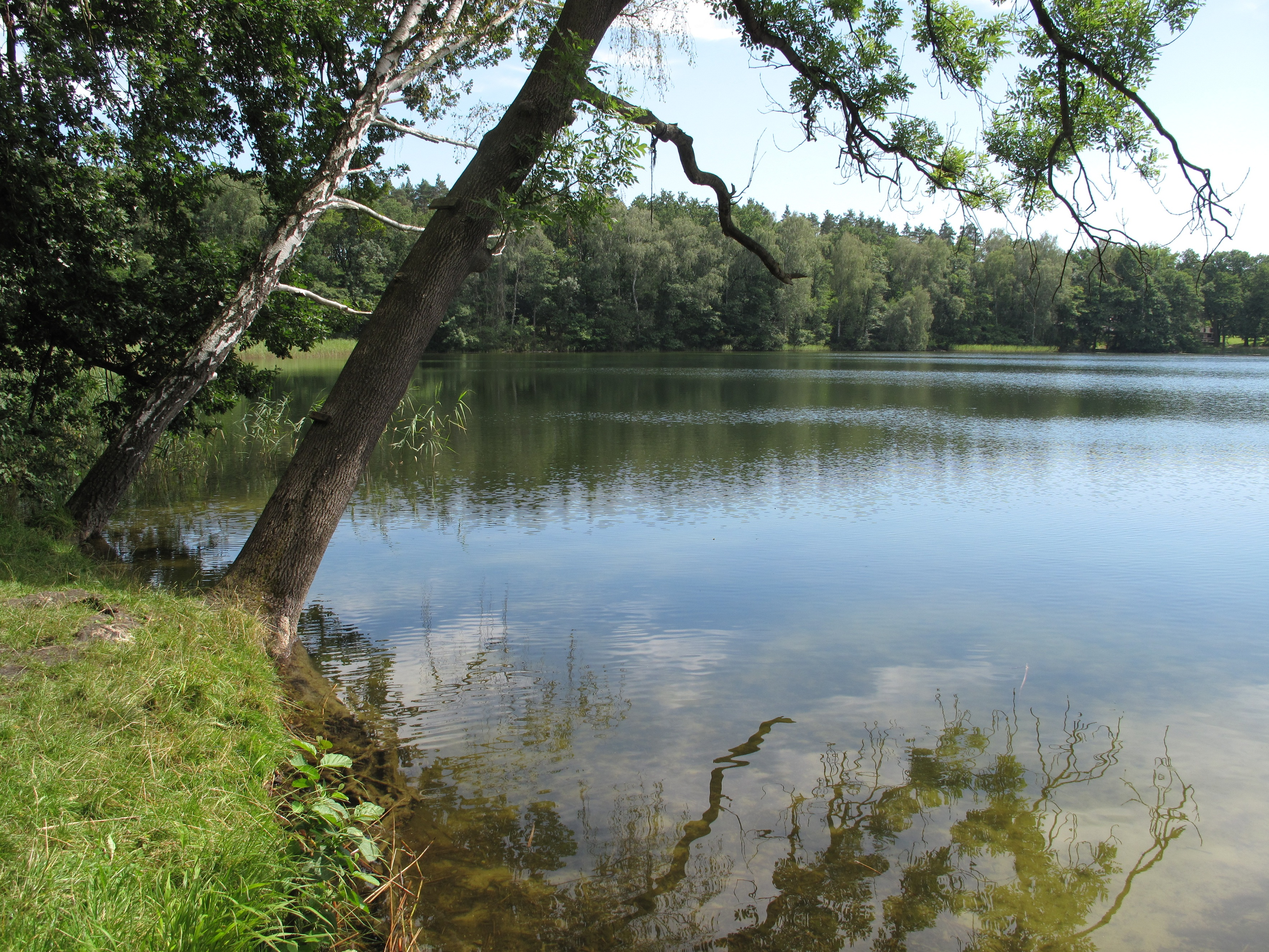

多爾根湖（德語：Dolgensee），是德國的湖泊，位於該國東北部，由勃蘭登堡州負責管轄，處於梅爾基舍赫黑，面積0.25平方公里，海拔高度10米，最大水深3米。